# Roland Raforme
Roland Bernard Raforme (ur. 3 listopada 1966) – seszelski bokser, dwukrotny olimpijczyk, uczestnik Mistrzostw Świata, uczestnik i medalista Igrzysk Wspólnoty Narodów.

## Życiorys

### Igrzyska Wspólnoty Narodów
Był reprezentantem swojego kraju na Igrzyskach Wspólnoty Narodów w 1994 roku. Startował w wadze ciężkiej, i uległ w 1/8 finału Kanadyjczykowi Stephenowi Gallingerowi 7:3.
W 1998 roku zdobył srebrny medal w wadze ciężkiej, przegrywając w finale z Markiem Simmonsem.

### Mistrzostwa Świata
W 1995 roku na Mistrzostwach Świata w Niemczech w wadze półciężkiej zajął 9 miejsce. Dwa lata później, na Węgrzech, wystartował w wadze ciężkiej. W końcowej klasyfikacji zajął ponownie 9 miejsce. 

### Igrzyska olimpijskie
W 1992 roku w Barcelonie wyprowadził swoją reprezentację jako chorąży. Wziął udział w turnieju w wadze półciężkiej. W pierwszej rundzie pokonał pewnie Australijczyka Ricka Timperiego 27-7, w drugiej Francuza Patrica Aouissiego przez nokaut w 57. sekundzie drugiej rundy. W walce o brązowy medal przegrał z Węgrem Zoltanem Beresem 3-11. Uplasował się na 5. miejscu w klasyfikacji generalnej. 
W 1996 w Atlancie również startował w wadze półciężkiej. Tam w pierwszej rundzie przegrał z Troyem Rossem. W końcowej klasyfikacji zajął 17. miejsce.

### Igrzyska afrykańskie
W swej karierze dwukrotnie zdobywał brązowy medal igrzysk afrykańskich. Dokonał tego podczas igrzysk w Kairze i Harare.

### Kariera trenerska
Po zakończeniu kariery bokserskiej został trenerem tejże dyscypliny sportowej. Trenuje głównie młodych zawodników w swoim kraju. 